# 독짓는 늙은이
〈독짓는 늙은이〉는 1950년 4월 《문예》 9호에 발표한 황순원의 단편 소설이며, 작품의 정확한 제작 연도는 8·15 해방을 앞두고 시대적 전망이 가장 어두웠던 1944년이다. 황순원은 첫 단편집인 《늪》을 내놓은 이후 일본 제국의 조선어 말살 정책으로 인한 탄압 속에서 "읽히지도 출간되지도 않는 작품"을 은밀하게 쓰면서, 〈독짓는 늙은이〉을 포함해 "그냥 되는대로 석유 상자 밑이나 다락방 구석에 숨겨두었던" 14편의 작품을 수록한 단편집 《기러기》를 1951년 명세당에서 간행하였다. 〈별〉, 〈황노인〉, 〈산골아이〉 등과 함께 영어나 프랑스어로 번역되어 해외에 널리 소개되기도 하였다. 막다른 길에 이른 삶의 표정을 주제로 한다.
작품에 등장하는 인물들은 매우 단선적으로 그 성격이 정돈되어 있다. 옹기를 짓고 굽는 송 영감, 그의 어린 아들인 당손이, 작품 속에 단 한 번도 등장하지 않는 '여드름 많던 조수'와 함께 도망간 아내 옥수, 그리고 흙 이기는 왱손이와 아이를 입양시켜 보내는 일을 맡은 앵두나무집 할머니 등이 그들인데 이 중 송 영감을 제외하고는 모두 평면적인 주변 인물의 역할에 그쳤다. 이 작품은 3인칭 전지적 작가 시점에 의해 진행되고 있기는 하지만, 서술의 초점이 송 영감의 심정적 동향에 맞추어져 있고 그의 내면적 고통을 드러내는 사소설적인 유형을 취하고 있다. 1인칭 소설이 아니며 송 영감의 입을 빌려 발화하지 않으면서도 그것이 가능하도록, 이 작품은 치밀하고 분석적인 서술의 행보를 유지하고 있다.

## 독 짓는 늙은이 인물
조수, 송 영감의 아내, 송 영감의 아들, 송 영감 그리고 앵두나뭇집 할머니

## 원작으로 한 작품
- 《독짓는 늙은이》, 단막극 드라마, TBC 극장, 1967년 4월 1일 방영
- 《독짓는 늙은이》, 영화, 최하원 감독, 1970년 3월 4일 개봉
- 《독짓는 늙은이》, 단막극 드라마, TV 문학관, 1982년 5월 1일 방영